# Palaquium dubardii
Palaquium dubardii är en tvåhjärtbladig växtart som beskrevs av Adolph Daniel Edward Elmer. Palaquium dubardii ingår i släktet Palaquium och familjen Sapotaceae.
Artens utbredningsområde är Filippinerna. Inga underarter finns listade i Catalogue of Life.